# Nikoloz Baratašvili
Nikoloz Baratašvili (4. prosince 1817 Tbilisi – 21. října 1844 Gjandža) byl gruzínský básník, někdy zvaný „gruzínský Byron“. Do gruzínské literatury vnesl západoevropské a romantické vlivy, kromě toho do intelektuálního prostředí vnesl moderní evropský nacionalismus.
Jeho otec, Meliton Baratašvili, byl zchudlý šlechtic, který pracoval pro ruskou správu, jeho matka Efemia Orbeliani byla sestrou gruzínského básníka a generála Grigola Orbelianiho a potomkem předposledního gruzínského krále Erekla II. Z jeho básní je dnes nejznámější Osud Gruzie (1844), kterou napsal ve věku 22 let. Je založena na skutečné historické události: zničení Tbilisi v roce 1795. Během jeho života nebyla žádná z jeho básní publikována. Až po jeho smrti ho objevila další literární generace a jeho díla vydala v letech 1861-1876.
Zemřel v pouhých 27 letech na malárii, takže jeho dílo tvoří jen asi pouhá čtyřicítka básní. Převoz jeho ostatků z ázerbájdžánské Gjandži do Tbilisi v roce 1893 se stal národní manifestací. Od roku 1938 se nacházejí na gruzínském slavíně Mtatsminda.